# Unbilligkeitsverordnung
Die Verordnung zur Vermeidung unbilliger Härten durch Inanspruchnahme einer vorgezogenen Altersrente (Unbilligkeitsverordnung – UnbilligkeitsV) regelt im Bereich des SGB II (Arbeitslosengeld II), unter welchen Umständen Leistungsbezieher in Deutschland nicht verpflichtet sind, eine vorgezogene Altersrente in Anspruch zu nehmen. Die Ermächtigungsgrundlage ist § 13 Abs. 2 SGB II.
Grundsatz dabei ist, dass Hilfebedürftige nach Vollendung des 63. Lebensjahres nicht dazu verpflichtet sind, eine vorgezogene Altersrente in Anspruch zu nehmen, wenn dies unbillig wäre (§ 1 UnbilligkeitsV).
Unbillig ist diese Verpflichtung nach dieser Verordnung dann:
- wenn dadurch ein Anspruch auf Arbeitslosengeld entfiele (§ 2 UnbilligkeitsV)
- wenn Hilfebedürftige in nächster Zukunft (innerhalb von drei Monaten) eine abschlagsfreie Altersrente in Anspruch nehmen können (§ 3 UnbilligkeitsV)
- solange Hilfebedürftige sozialversicherungspflichtig beschäftigt sind oder aus selbständiger Tätigkeit ein Einkommen von mehr als 450 Euro erzielen, aber nur, sofern die Erwerbstätigkeit den überwiegenden Teil der Arbeitskraft in Anspruch nimmt (§ 4 UnbilligkeitsV)
- sofern die Aufnahme einer obengenannten Beschäftigung unmittelbar bevorsteht und der Hilfebedürftige dies belegen kann (§ 5 UnbilligkeitsV)

Seit dem 1. Januar 2017 ist infolge des Flexirentengesetzes die Verpflichtung zur Inanspruchnahme einer vorzeitigen Altersrente auch dann unbillig, wenn dadurch die zu erwartende Rente so niedrig wäre, dass noch ergänzende Leistungen der Sozialhilfe nach dem SGB XII bezogen werden müssten, um den Lebensunterhalt zu sichern. (§ 6 UnbilligkeitsV)